# Perth Arena
Perth Arena (conocido comercialmente como RAC Arena) es una arena de entretenimiento y deportes en el centro de la ciudad de Perth, Australia Occidental, utilizada principalmente para partidos de baloncesto. Está ubicada en Wellington Street, cerca del sitio del antiguo Perth Entertainment Centre, y fue inaugurada oficialmente el 10 de noviembre de 2012. El Perth Arena es la primera etapa del Perth City Link, un proyecto de renovación urbana y desarrollo de 13.5 hectáreas (33 acres) que implica el hundimiento de la línea de tren de Fremantle para conectar directamente el distrito central de negocios de Perth con Northbridge.

## Historia

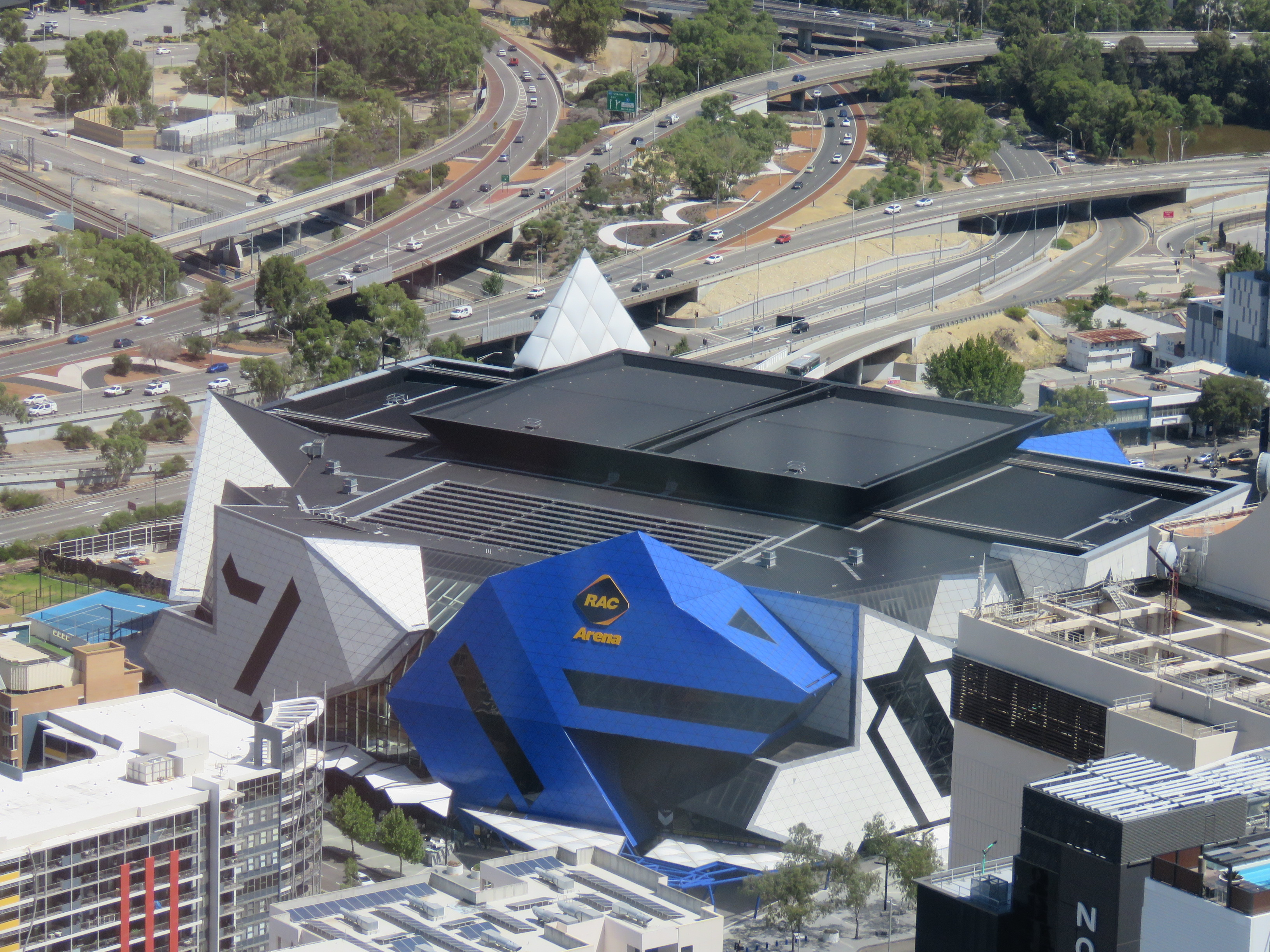
Perth Arena, visto desde el piso 50 del edificio Central Park.

Es propiedad de VenuesWest (que opera el HBF Stadium, HBF Arena, Bendat Basketball Centre, entre otros) en nombre del Gobierno del Estado de Australia Occidental y es gestionado por AEG Ogden.
El primer Gerente General de Perth Arena fue David Humphreys, ex Gerente General del Perth Entertainment Centre y Allphones Arena en Sídney. Humphreys falleció dos meses antes de la apertura del lugar. AEG Ogden anunció a Steve Hevern como Gerente General interino el 3 de octubre de 2012.
Los inquilinos principales de Perth Arena incluyen al West Coast Fever, Perth Wildcats y anteriormente la Hopman Cup.

### Diseño y construcción
La licitación para el proyecto fue ganada por el consorcio de construcción de Australia Occidental BGC, y el trabajo comenzó en el sitio en junio de 2007. El diseño del estadio fue realizado conjuntamente por las firmas de arquitectura Ashton Raggatt McDougall y Cameron Chisholm Nicol. Con su diseño basado en el rompecabezas Eternity, el lugar puede albergar hasta 13,910 espectadores para eventos de tenis, 14,846 para baloncesto (la capacidad del estadio está limitada a 13,000 para los juegos de temporada regular de la Liga Nacional de Baloncesto) y un máximo de 15,000 para conciertos de música o rock. El lugar cuenta con un techo retráctil, 36 suites corporativas de lujo, un estacionamiento subterráneo con 680 plazas, 5 espacios de función dedicados y los camiones de gira pueden conducir directamente hacia el piso del estadio.
La construcción estuvo marcada por la controversia en relación con los sobrecostos y retrasos en el tiempo, pasando de la estimación original de $150 millones a $550 millones. El Auditor General Colin Murphy informó en 2010 que "las estimaciones iniciales del costo y la fecha de apertura del Arena eran poco realistas y se hicieron antes de que el proyecto estuviera bien entendido o definido". Un ejemplo de las modificaciones al diseño original del Arena es el cambio de la ubicación del estacionamiento, que pasó de ser construido sobre la línea de ferrocarril cercana como un proyecto separado a debajo del propio Arena.

## Deportes

### Baloncesto
El Perth Arena albergó su primer juego de la Liga Nacional de Baloncesto el 16 de noviembre de 2012, cuando los Perth Wildcats jugaron (y perdieron ante) los Adelaide 36ers frente a una multitud de 11,562 personas. La asistencia fue la más grande registrada en Australia Occidental para un evento bajo techo, superando el récord anterior de 8,501 establecido en el Burswood Dome en 2004. Desde entonces, el arena ha albergado multitudes más grandes, con el récord actual siendo de 13,615 establecido durante la victoria 101-83 de los Wildcats sobre los Tasmania Jackjumpers el 19 de diciembre de 2021 durante la Ronda 3 de la Temporada 2021-22 de la NBL.
Con una capacidad de 14,846 personas, el Perth Arena es el segundo lugar más grande actualmente en uso en la NBL (2016-17), detrás del Qudos Bank Arena en SÍdney (18,200). El arena también es el tercer lugar más grande que se ha utilizado en la NBL, detrás de SÍdney y del Rod Laver Arena en Melbourne (15,400).

### Tenis
El 2 de enero de 2019, una multitud récord de 14,064 asistió al lugar para el partido de la Copa Hopman 2019 entre Estados Unidos y Suiza. Esto también fue la mayor asistencia para un partido de tenis en la historia de Australia Occidental. El estadio albergó la Copa Hopman hasta la disolución del torneo. Fue elegido por Tennis Australia para albergar la Final de la Fed Cup 2019 entre Australia y Francia. Desde 2020, el estadio ha sido uno de los tres lugares en Australia para albergar enfrentamientos en el torneo ATP Cup de múltiples naciones. En 2022 fue uno de los tres lugares para albergar el torneo de equipos mixtos United Cup de múltiples naciones.

### Artes marciales mixtas
El UFC organizó UFC 221: Rockhold vs. Romero en el Perth Arena el 11 de febrero de 2018.
El UFC organizó UFC 284: Makhachev vs. Volkanovski en el Perth Arena el 12 de febrero de 2023.
El UFC organizará UFC 305 en el Perth Arena el 18 de agosto de 2024.